# Rudolf Felmayer
Rudolf Felmayer (* 24. Dezember 1897 in Wien, Österreich-Ungarn; † 27. Jänner 1970 ebenda) war ein österreichischer Schriftsteller, Lyriker und Bibliothekar.

## Leben
Felmayer war zunächst im Bankwesen tätig, während des Zweiten Weltkrieges wurde er zur Wehrmacht eingezogen. 1945 wurde er Lyrikreferent im Wiener Rundfunkstudio. Im gleichen Jahr begann er seine Tätigkeit in der Redaktion der Zeitschrift Plan, die er bis zu deren Einstellung 1948 ausübte. Außerdem war er Mitarbeiter der Städtischen Büchereien und Referent in der literarischen Abteilung der RAVAG (einer Vorgängerorganisation des Österreichischen Rundfunks), Herausgeber der Lyrikanthologien Tür an Tür (3 Folgen, 1950, 1955, 1965) und der umfangreichen Reihe Neue Dichtung aus Österreich (165 Bände, 1953–1970) sowie der Erzählanthologie Ernstes kleines Lesebuch (Doppelband, 1955). Felmayer förderte die Lyrikerinnen Ingeborg Bachmann (1948), Christine Busta (ab 1948), Ilse Tielsch (ab 1964) und Rose Ausländer (1965).

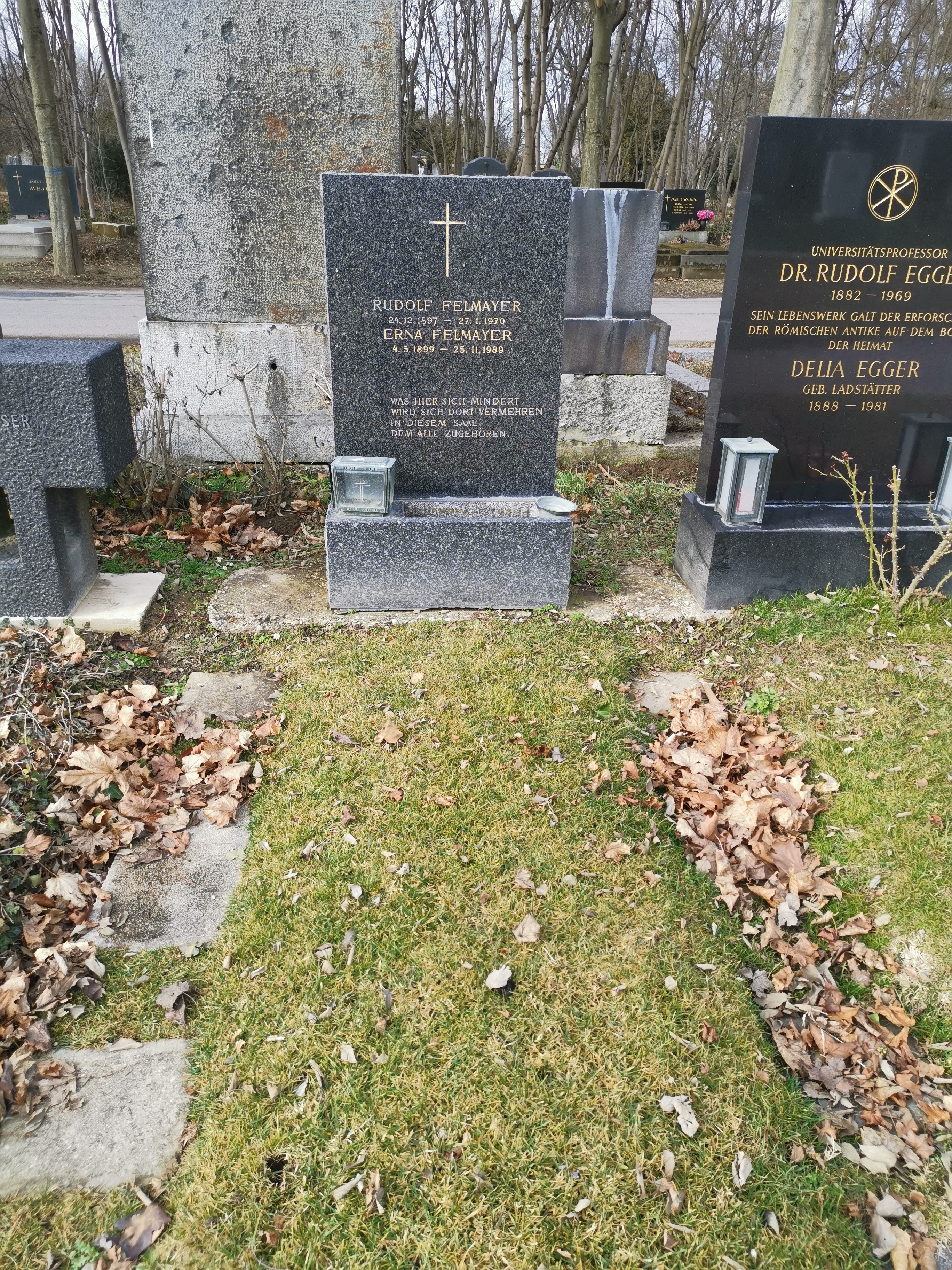
Grabstätte

Felmayer ist in einem Ehrengrab auf dem Wiener Zentralfriedhof (Gruppe 40, Nummer 9) beigesetzt. Im Jahr 1974 wurde in Wien-Floridsdorf (21. Bezirk) die Felmayergasse nach ihm benannt.

## Auszeichnungen und Mitgliedschaften
- 1935: Julius-Reich-Preis (für seinen ersten Gedichtband „Die stillen Götter“)
- 1956: Österreichischer Staatspreis für Lyrik.
- Mitglied des Österreichischen P.E.N.

## Werke
Felmayer war vor allem Lyriker. Seine Werke wurden nur zum Teil gedruckt, insbesondere die Lyrikbände:
- Die stillen Götter. Wien, 1936.
- Hermann Hakel (Hrsg.): Stimmen der Zeit. Fünf Lyriker: Friedrich Bergammer, Fritz Brainin, Rudolf Felmayer, Johann Gunert, Hermann Hakel. Anzengruber, Wien 1938.
- Östliche Seele im Tode. Wien, 1945 (hrsg. von Leopold Liegler).
- Gesicht des Menschen. Wien 1948.
- Dein Herz ist deine Heimat. Wien 1955.
- Der Spielzeughändler aus dem Osten. 1958.
- Eine wienerische Passion. Wien-München, 1963.
- Repetenten des Lebens. Graz 1963.
- Der Wiener und sein Tod. Wien, 1968.
- Barocker Kondukt, oder: A schene Leich anno 1765. Mit Illustrationen von Hans Fronius. Wien, 1968.
- Landschaft des Alters. Gedichte aus dem Nachlaß. Hrsg. von Erna Felmayer. Wien, 1970.

Daneben viele Essays und Vorträge, z. B.
- Theodor Kramer: Verbannt aus Österreich. in: Die Woche, 4. März 1946.

und weitere Werke, welche z. T. nur als Typoskripte erhalten sind, so u. a.
- Kleine Passion/Dürer. Vierzehn Sonette. o. J.
- Chinesische Legende. Gedichte. o. J.
- Das Konzert der Tiere. Nach einem Motiv des Dichters Oskar Loerke. 16. Juni 1940.